# ليون بن زاكين
ليون بن زاكين (بالفرنسية : Léon Benzaken / بالإنجليزية : Leon Benzaquen) طبيب مغربي يهودي الديانة من مواليد 31 ديسمبر 1928 بمدينة طنجة، المغرب.وهو الدكتور الخاص بالملك محمد الخامس، وأول وزير للمغرب بعد حصوله على الاستقلال سنة 1956 في حكومة البكاي. توفي ليون بن زاكين في 06 مايو 1977 بالدار البيضاء.

## سيرته
وُلد ليون بن زاكين عام 1902 بمدينة طنجة في المغرب لعائلة يهودية. كان اليهود يتمتعون بمكانة جيدة في مغرب ما قبل الاستقلال فكانوا يشغلون عددًا لا بأس به من المناصب السياسية المرموقة ويحتلون ثلاثة مقاعد برلمانية إلى جانب منصب وزاري واحد. شغل ليون بن زاكين منصب وزير البريد والتلغراف والتليفون في ظل الحماية الفرنسية على المغرب، وبعد أن حصلت المغرب على استقلالها في عام 1956، أراد الملك محمد الخامس أول حاكم للمملكة المغربية بعد استقلالها عن فرنسا أن يكون هناك ممثلين لكافة أطياف الشعب المغاربي في الحكومة الجديدة لكي يجني الجميع ثمار الاستقلال، فعين ليون بن زاكين وزيرًا للصحة بناءًا على مقترح من عبد القادر بنجلون وعبد الرحيم بوعبيد ليكون ليون بن زاكين أول يهودي يشغل منصبًا سياسيًا رفيعًا في الحكومة المغربية بعد الاستقلال. رفض ليون بن زاكين في البداية تقلد أي منصب حكومي، ولكنه قبل بعد ذلك تولي وزارة الصحة في حكومة البكاي بن مبارك، واستمرّ في منصبه بدءًا من 7 ديسمبر 1956 وحتى أبريل 1958 عندما أجري أول تعديل وزاري في تاريخ المغرب ما بعد الاستقلال فترك ليون بن زاكين منصبه وعين محمد عواد خلفا له. وحتى بعد تركه لمنصب وزير الصحة، ظل ليون بن زاكين مستشارًا مقربًا من الملك محمد الخامس وطبيبًا خاصًّا له ثُم لابنه الحسن الثاني من بعده.

## مواقفه السياسية
ظل ليون بن زاكين على الحياد خلال النضال المغربي من أجل الاستقلال، فرفض التوقيع على بيان الاستقلال الأول الذي أصدرته جماعة الاستقلال المعارضة للاحتلال الفرنسي في عام 1944، ويعزى موقفه هذا إلى الانقسام الذي شهدته الطوائف اليهودية في المغرب والصراع اليهودي الداخلي بين الحداثيين اليهود المغاربة، والصهاينة، والتقليديين. وعلى الرغم من ذلك، فقد كان ليون بن زاكين مؤيدا لحق اليهود في الهجرة إلى إسرائيل، على ألا يتضمن ذلك ضغوطا أو دعاية. وكانت المشكلة في ذلك الوقت هي اعتراض مختلف القوى والتيارات السياسية في المغرب على هجرة يهودية جماعية من شأنها أن تصب في مصلحة الوكالة اليهودية لإسرائيل، على الرغم من الاعتراف بحق الهجرة لليهود بشكل فردي.

## وفاته
توفي ليون بن زاكين في 6 مايو 1977 عن عمر ناهز 76 عامًا ودُفن بمدينة الدار البيضاء.